# Пекарна
 Тази статия е за предприятие.  За кухненския уред вижте Хлебопекарна (уред).  За други значения вижте Пекарна (пояснение).
Пекарна (или хлебопекарна, хлебарница, пекарница, фурна) е предприятие, което произвежда и продава продукти от брашно, изпечени във фурна, като например хляб, бисквити, кроасани, пайове и други. Някои пекарни работят и като кафенета, като предлагат на клиентите си да консумират печивата си на място.

## История
Печените изделия съществуват от хиляди години. Занаятът на печенето е развито отрано по време на Римската империя. Тогава е известно изкуство, тъй като римските граждани обичали печени изделия и търсенето им нараства особено покрай важни събития, празненства, сватби и т.н. Поради известността, която получава пекарството, около 300 г. пр.н.е. то е въведено като занимание и почитана професия сред римляните. Пекарите започват да приготвят хляб вкъщи във фурна, използвайки мелници за смилане на зърното в брашно за хлябовете си. Голямото търсене на печени храни продължава и първата пекарска гилдия е основана през 168 г. пр.н.е. в Рим. Този драстичен интерес към печените изделия популяризира пекарството из цяла Европа и го разпространява към източните части на Азия. Пекарите започват да пекат хлябове и други продукти вкъщи и да ги продават на улицата.
Това течение скоро става широко разпространено: печени изделия започват да се продава на улиците на Рим, Лондон, в Германия и другаде. Това води до система за доставка на стоки по къщите, докато търсенето на печените изделия продължава да расте значително. Това кара пекарите да създадат място, където хората да могат да си купуват печени изделия. Така е създадена първата пекарна в Париж, а оттогава пекарните стават обичайно място за закупуване на вкусни стоки. До колониалната епоха на пекарните се гледа като на места за събиране и социализиране.
В Русия по време на Първата световна война се появяват полеви хлебопекарни.
На 7 юли 1928 г. пекарна в Чиликоти, Мисури въвежда готовия нарязан хляб, използвайки автоматична машина за рязане на хляб, изобретена от Ото Фредерик Роведер. Макар първоначално хлябът да не се продава особено, тъй като е с по-малка годност, той добива популярност по-късно. През Втората световна война машините за рязане на хляб са забранени, тъй като металът в тях е бил нужен за военни цели.
Втората световна война пряко повлиява на хлебната промишленост във Великобритания. Пекарските училища са затворени по това време, така че към края на войната има недостиг на опитни пекари. Това води до създаването на нови методи, които да задоволят търсенето на хляб. Методите включват: добавяне на химикали към тестото, предварителни смеси и специализирана техника. Старите методи на печени биват почти напълно забравено, след като новите методи са въведени и се индустриализират.

## Специалности
Някои пекарни предоставят услуги за специални случаи (сватби, рождени дни, годишнини или бизнес събития) или за хора с алергии към определени храни (ядки, млечни продукти или глутен). Някои могат да специализират в ръчните видове хляб, направени с местно смляно брашно, без допълнителна обработка на брашното, като такъв хляб понякога се нарича „занаятчийски“.

## Комерсиализация
Магазините и супермаркетите в много държави продават пакетирани или нарязани хлябове или други печива. Могат да предлагат и печене на място и основни украшения по продукта. Въпреки това, много хора предпочитат да купуват хляб от малки пекарни, било то поради традиция, или поради по-високото качество на продукта.